# Glenhis Hernández
Glenhis Hernández Horta (l'Havana, 7 d'octubre de 1990) és una esportista cubana que competeix en taekwondo, guanyadora d'una medalla d'or al Campionat Mundial de Taekwondo de 2013, i una medalla d'or als Jocs Panamericans de 2011.

## Palmarès internacional
| Campionat Mundial | Campionat Mundial    | Campionat Mundial | Campionat Mundial |
| Any               | Lloc                 | Medalla           | Categoria         |
| ----------------- | -------------------- | ----------------- | ----------------- |
| 2013              | Puebla ( Mèxic)      | 1                 | –73 kg            |
| Jocs Panamericans |                      |                   |                   |
| Any               | Lloc                 | Medalla           | Categoria         |
| 2011              | Guadalajara ( Mèxic) | 1                 | +67 kg            |

### Jocs Panamericans de 2011
Després de vèncer a la porto-riquenya Nikki Gabrielle als Panamericans celebrats a la ciutat de Guadalajara el 2011 va obtenir l'or en la categoria de més de 67 quilograms. Aconseguint així el seu primer títol de rellevància la qual va ampliar l'expectativa de la cubana.

### Jocs Olímpics de Londres 2012
No va poder aconseguir arribar fins a la final olímpica pel que va haver de conformar-se per barallar pel tercer lloc enfront de la qual en aquest moment era l'excampeona olímpica de la categoria la mexicana Rosario Espinoza. En aquesta trobada, la mexicana va resultar triomfadora pel que Glenhis va sortir sense medalla dels olímpics.

### Mundial de Taekwondo de 2013
Després del quart lloc als Olímpics, la reivindicació d'Hernández va arribar en 2013 en obtenir la medalla d'or al campionat mundial de taekwondo celebrat a la ciutat de Puebla, Mèxic. En la trobada decisiva va derrotar a la sud-coreana Lee Jong-in per marcador de 5 a 1.